# بایوباس د آریبا
بایوباس د آریبا (به اسپانیایی: Bayubas de Arriba) یک دهستان در اسپانیا است که در سریا واقع شده‌است.

## خصوصیات
بایوباس د آریبا ۲۰ کیلومترمربع مساحت و ۶۸ نفر جمعیت دارد.